# Sergio Porrini
Sergio Porrini (Milán, Italia; 8 de noviembre de 1968) es un exfutbolista y director técnico italiano. Se desempeñaba en la posición de defensa.

## Selección nacional
Fue internacional con la selección de fútbol de Italia en 2 ocasiones. Debutó el 24 de marzo de 1993, en un encuentro ante la selección de Malta que finalizó con marcador de 6-1 a favor de los italianos.

## Clubes

### Como futbolista
| Club                | País    | Año       |
| ------------------- | ------- | --------- |
| Atalanta B. C.      | Italia  | 1989-1993 |
| Juventus F. C.      | Italia  | 1993-1997 |
| Glasgow Rangers     | Escocia | 1997-2001 |
| Alessandria Calcio  | Italia  | 2001-2003 |
| Calcio Padova       | Italia  | 2003-2004 |
| A. S. Pizzighettone | Italia  | 2004-2009 |

### Como entrenador
| Club             | País   | Año       |
| ---------------- | ------ | --------- |
| U. S. Colognese  | Italia | 2011-2012 |
| Ponte San Pietro | Italia | 2012-2013 |

## Palmarés

### Campeonatos nacionales
| Título                     | Club            | País    | Año       |
| -------------------------- | --------------- | ------- | --------- |
| Serie A                    | Juventus F. C.  | Italia  | 1994-95   |
| Copa Italia                | Juventus F. C.  | Italia  | 1994-1995 |
| Supercopa de Italia        | Juventus F. C.  | Italia  | 1995      |
| Serie A                    | Juventus F. C.  | Italia  | 1996-97   |
| Supercopa de Italia        | Juventus F. C.  | Italia  | 1997      |
| Copa de Escocia            | Glasgow Rangers | Escocia | 1998-99   |
| Copa de la Liga de Escocia | Glasgow Rangers | Escocia | 1998-1999 |
| Scottish Premiership       | Glasgow Rangers | Escocia | 1998-99   |
| Scottish Premiership       | Glasgow Rangers | Escocia | 1999-00   |
| Copa de Escocia            | Glasgow Rangers | Escocia | 1999-00   |

### Copas internacionales
| Título                | Club           | País   | Año     |
| --------------------- | -------------- | ------ | ------- |
| Liga de Campeones     | Juventus F. C. | Italia | 1995-96 |
| Supercopa de Europa   | Juventus F. C. | Italia | 1996    |
| Copa Intercontinental | Juventus F. C. | Italia | 1996    |